# Guy Picciotto
Guy Picciotto é um cantor, compositor, guitarrista, músico e produtor de Washington, DC. Mais conhecido como vocalista e guitarrista  das bandas Fugazi e Rites of Spring

## Equipamento

### Guitarras
- Rickenbacker 330 - a guitarra mais utilizada por Picciotto foi uma sunburst Rickenbacker 330 e 2 idênticas black Rickenbacker 330, todas equipadas com RIC HB1 humbuckers.[2]
- Gibson Les Paul Jr. - durante o tempo com Rites of Spring e o começo do Fugazi ele tambem usou a Les Paul Junior's.

### Amplificadores
- Park 100 Watt heads
- Marshall JCM 800 2203 heads
- Red ou Black Marshall JCM 800 4x12 cabinetes com 75-watt celestion speakers

### Efeitos
- MXR Distortion+
- Vox 847 Wah ou Buddah Budwah
- Echo Park Echoplex
- Diamond Memory Lane Delay (primeira edição)
- Electro-Harmonix Holy Grail Plus
- Z.Vex Seek Tremolo
- Z.Vex Fuzz Factory
- Z.Vex Ringtone
- Frantone Cream Puff Fuzz
- Ernie Ball Volume Pedal
- Boss TU-2 Tuner